# Sługocice (gmina Tomaszów Mazowiecki)
Sługocice – wieś w Polsce, położona w województwie łódzkim, w powiecie tomaszowskim, w gminie Tomaszów Mazowiecki.
Były wsią biskupstwa włocławskiego w województwie sandomierskim w ostatniej ćwierci XVI wieku. W latach 1975–1998 miejscowość należała administracyjnie do województwa piotrkowskiego.
Wierni Kościoła rzymskokatolickiego należą do parafii Matki Bożej Częstochowskiej w Brzustowie.

## Części wsi
| SIMC    | Nazwa     | Rodzaj    |
| ------- | --------- | --------- |
| 1041432 | Karczunek | część wsi |

## Historia
Pierwsza wzmianka o Sługocicach pochodzi z XV wieku. Dokładna data to 1412 rok. Została zasiedlona w wyniku rozrastania się Brzustowa.
W 1634 roku Sługocice posiadały 8 łanów użytkowanych przez 12 kmieci i 1 karczmę.
W latach 1880–1904 mieszkał w Sługocicach Błażej Stolarski – polski działacz społeczny i polityczny, jeden z przywódców ruchu ludowego, publicysta.

Sługocice około 1925
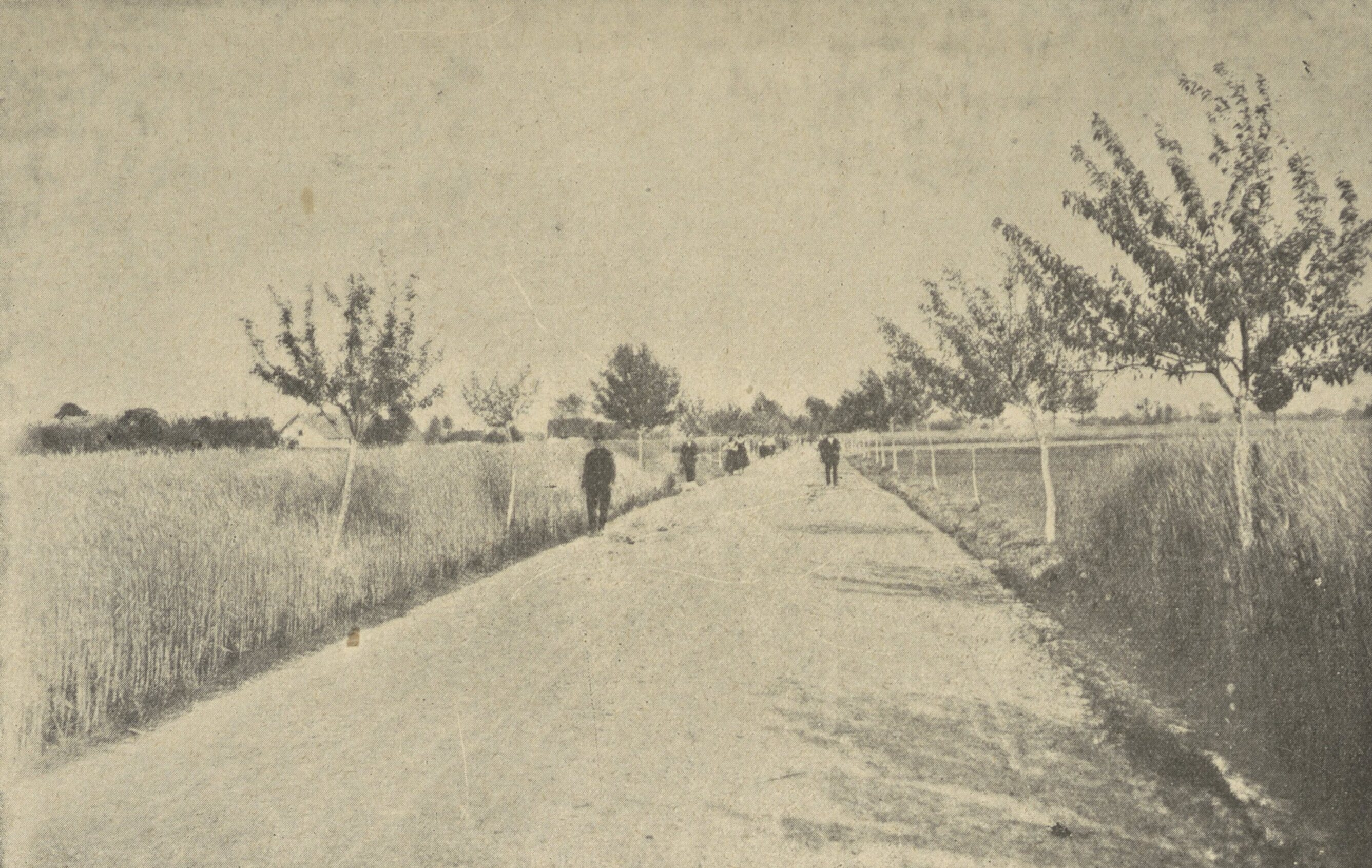
Droga wysadzana drzewami owocowymi
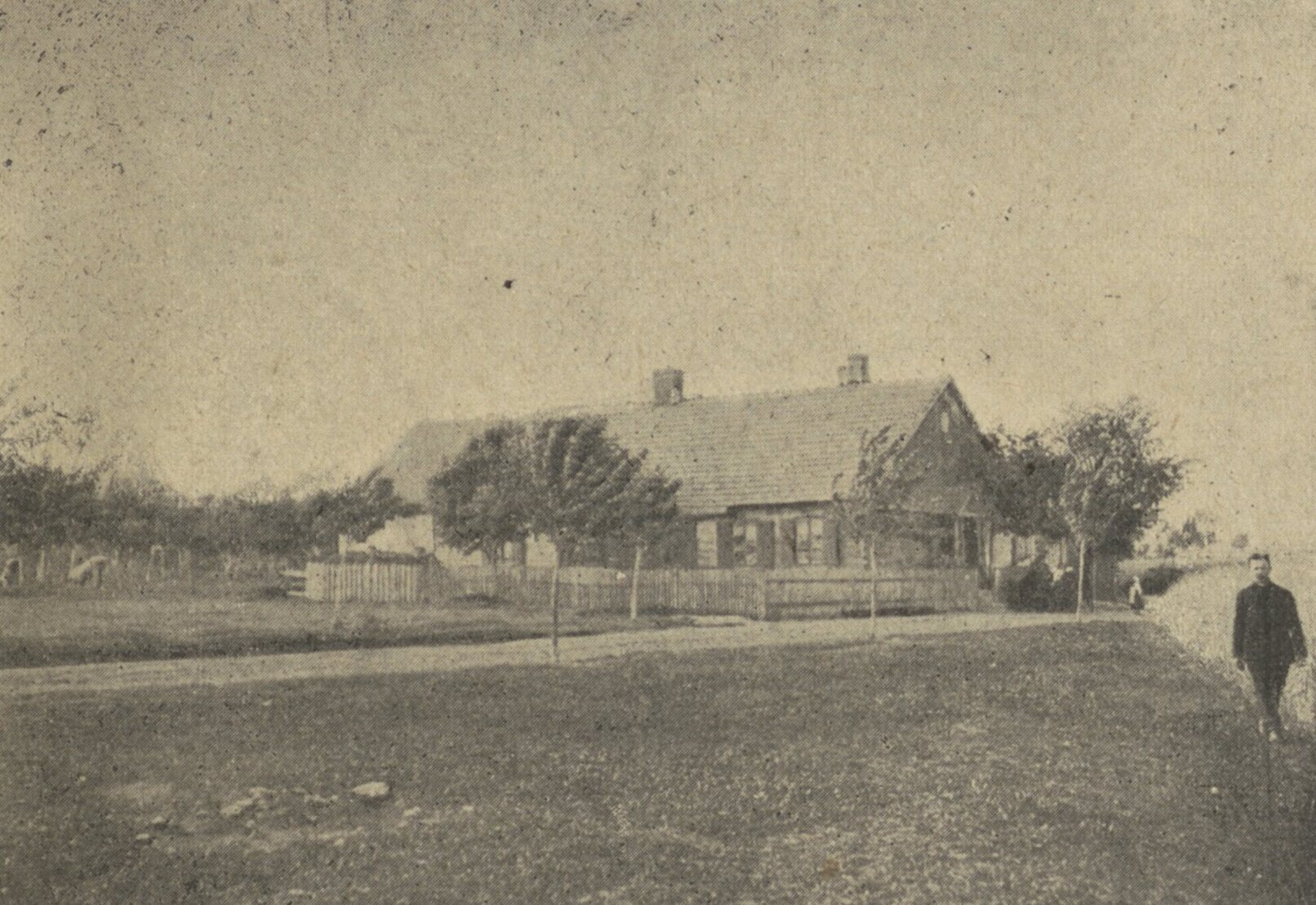
Dom mieszkalny
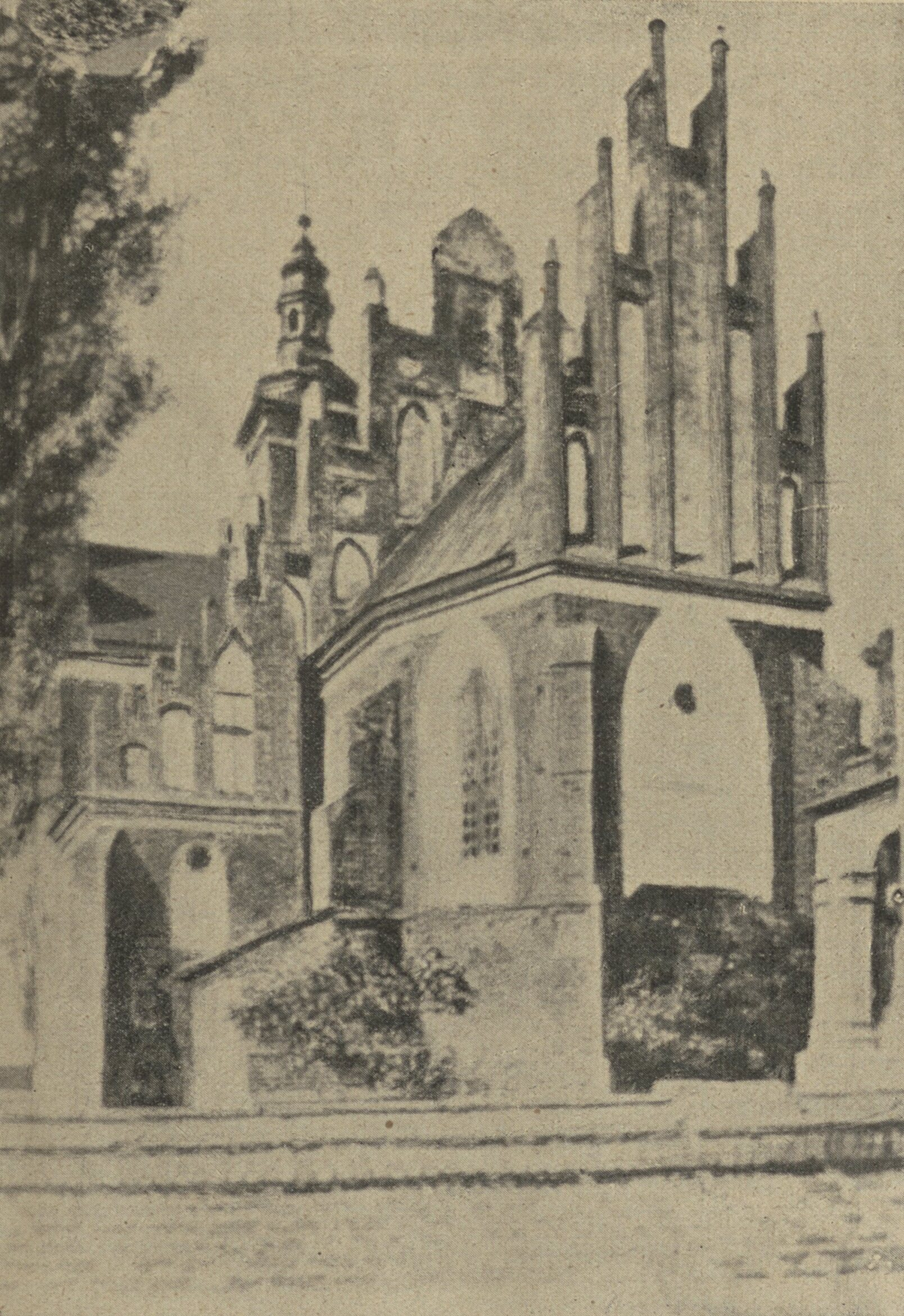
Kościół przed 1899
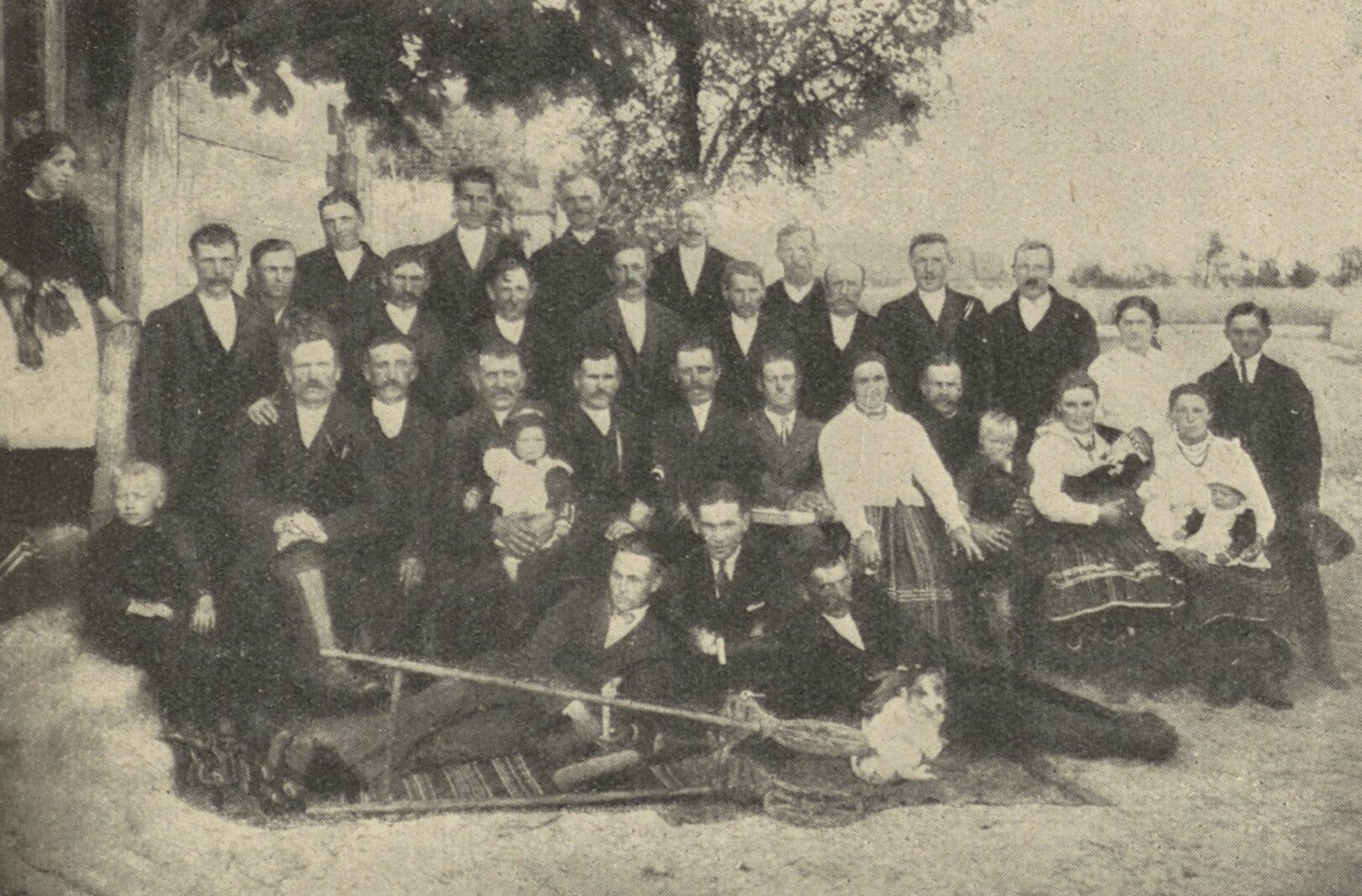
Kółko rolnicze
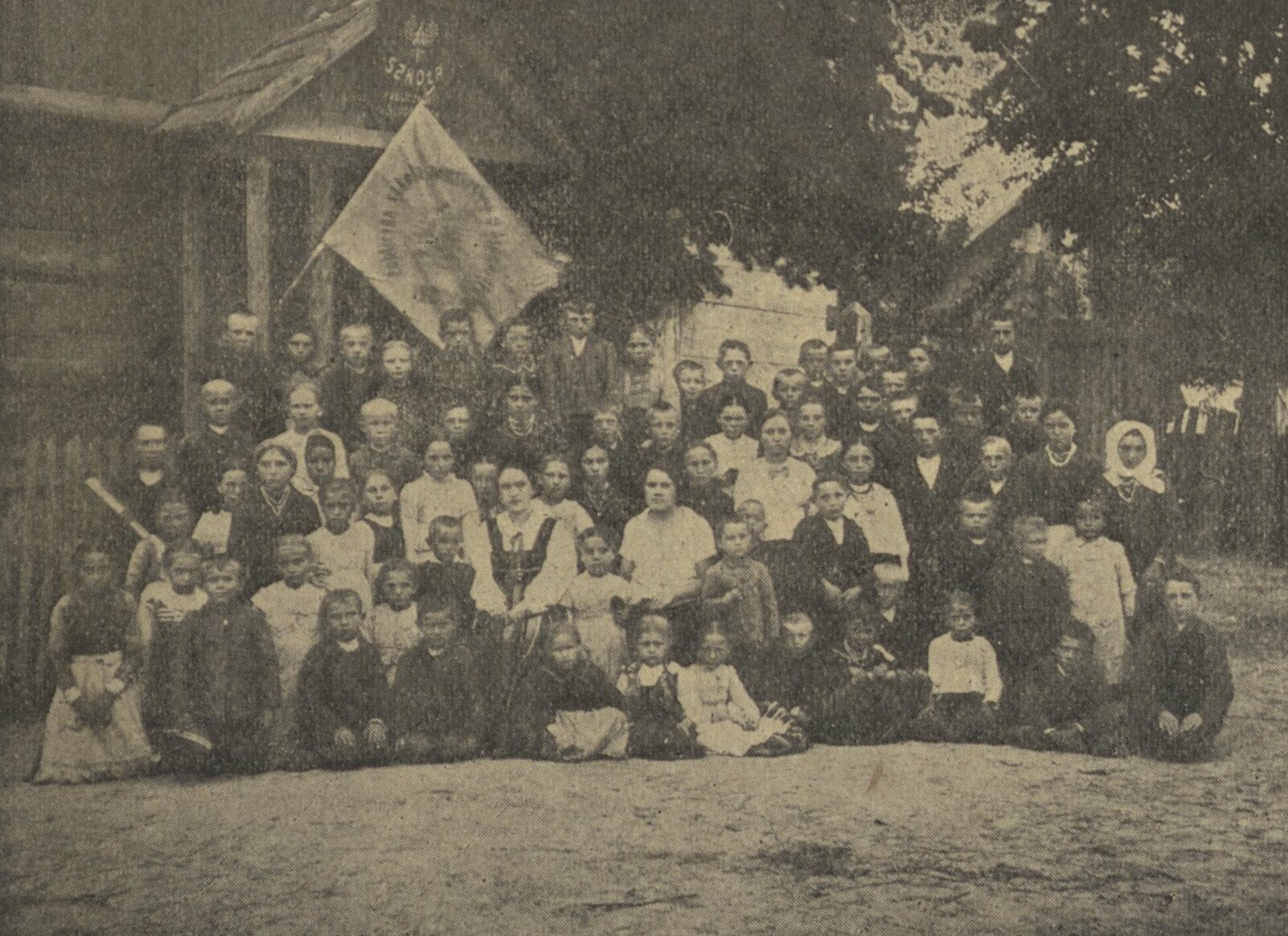
Szkoła powszechna
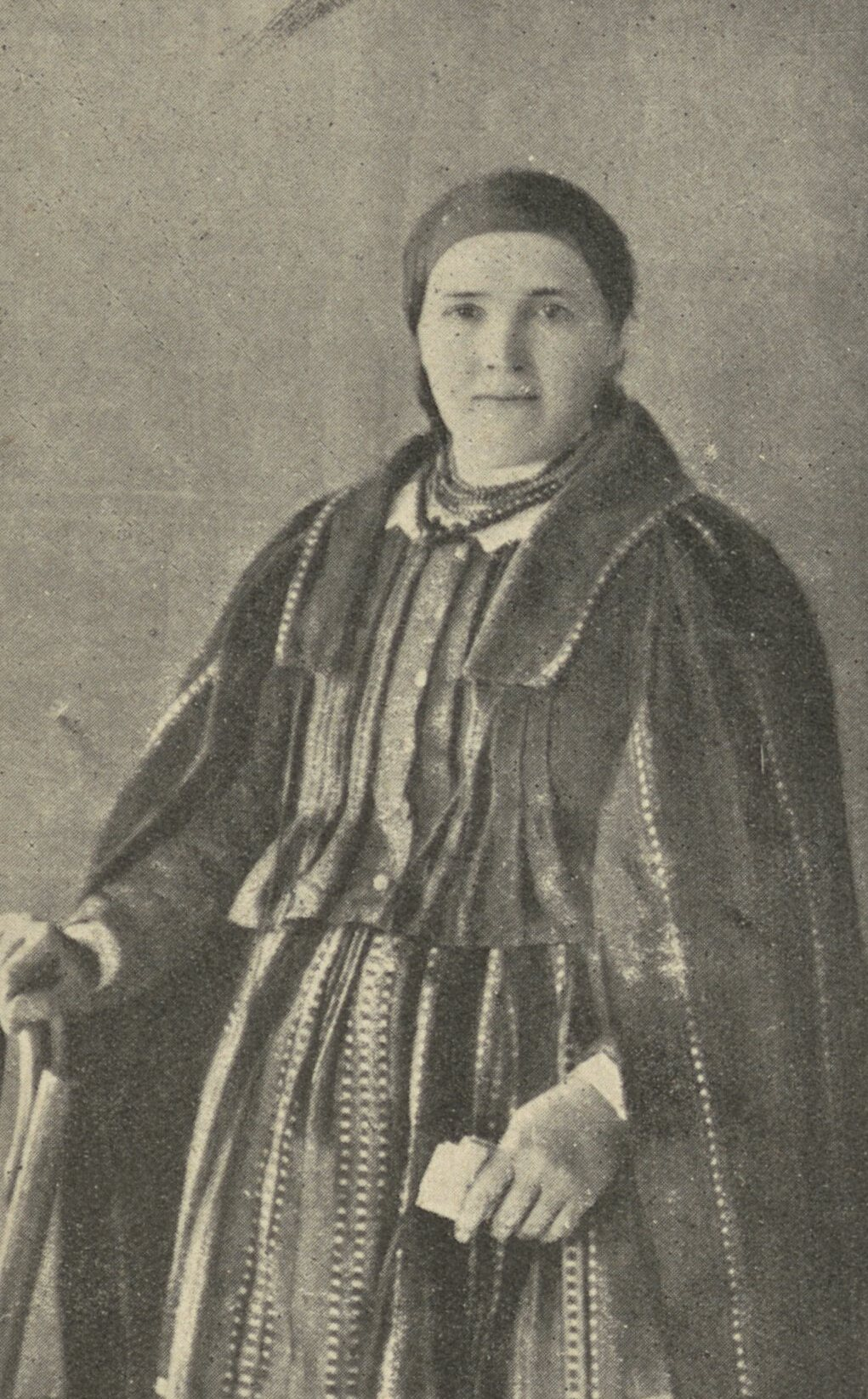
Ubiór kobiecy
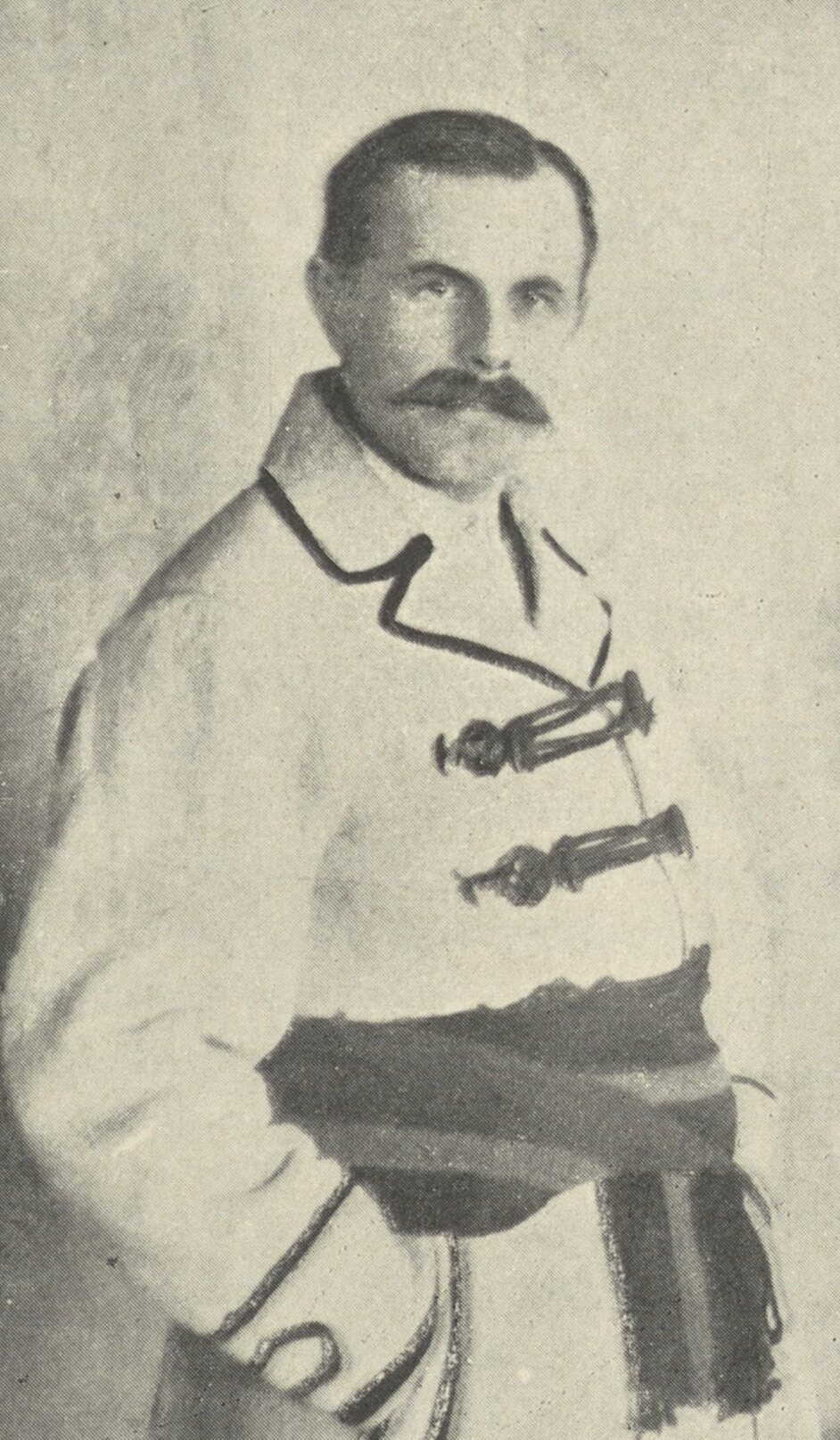
Ubiór męski
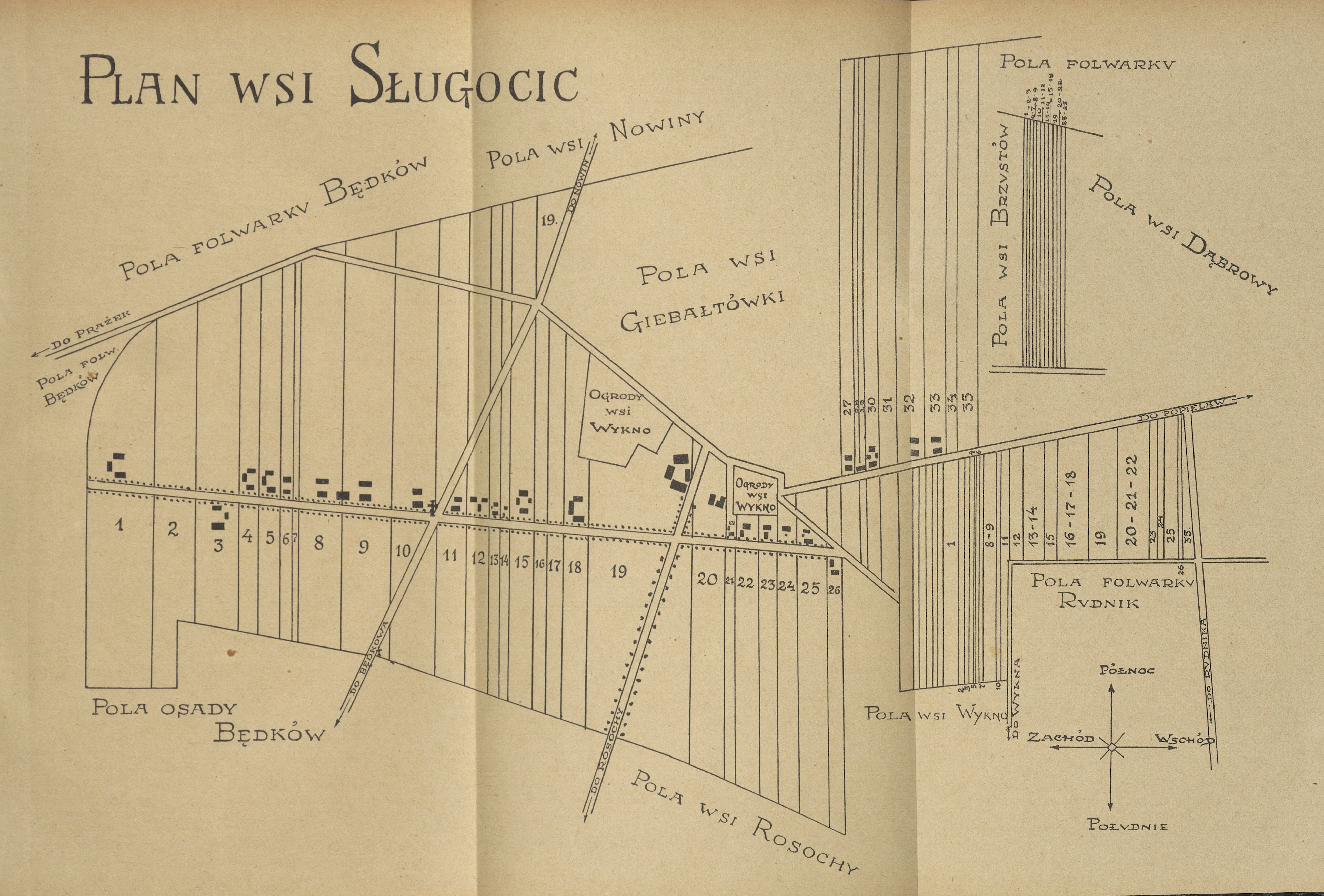
Plan wsi

## Rezerwat Sługocice
Rezerwat przyrody Sługocice o powierzchni 8,57 ha utworzono w 1984 roku dla ochrony rośliny żywica dziewięciolistny – gatunku bardzo rzadkiego na niżu, którego ojczyzną są górskie lasy bukowe. Roślinę tę można zauważyć tylko wczesną wiosną (w kwietniu), gdy kwitnie biało-seledynowymi kwiatami, później znikają nawet liście. Jest to jeden z najmniejszych rezerwatów w środkowej Polsce. Położony jest na południe od wsi Ciebłowice, przy drodze z Tomaszowa Mazowieckiego do Opoczna.